# 世界有色金属
《世界有色金属》创刊于1986年，是中国大陆工程科技类半月刊，编辑部位于北京市。此刊物由有色金属技术经济研究院主办。
《世界有色金属》在2018年被中华人民共和国国家新闻出版广电总局新闻报刊司评为2017年全国“百强报刊”。